# Модель Болдінґа — Ніколса
У популяційній генетиці модель Болдінґа — Ніколса — це статистичний опис частот алелів у компонентах поділеної популяції. Для частоти основного алеля p в субпопуляціях, частоти алелів відособлених за законом різноманіття Райта з індексом фіксації {\displaystyle F}, розподіляються як незалежні спроби випадкових величин з розподілу
{\displaystyle B\left({\frac {1-F}{F}}p,{\frac {1-F}{F}}(1-p)\right)}
де B — бета-розподіл. Цей розподіл має середнє {\displaystyle p} і дисперсію {\displaystyle Fp(1-p)}.
Модель створена Девідом Болдінґом і Річардом Ніколсом і широко використовується в криміналістичному аналізі профілів ДНК і в моделюванні популяцій для генетичної епідеміології.